# 内昆線
内昆線（ないこんせん、中文表記: 内昆铁路、英文表記: Neijiang–Kunming Railway）は中華人民共和国南西部の四川省内江市と雲南省昆明市を連絡する全長872kmの中国国鉄の鉄道路線。内江駅と六盤水駅間は内六線とも呼ばれる。
梅花山駅から昆明駅までの370kmが滬昆線（貴昆線）との共用区間であり、路線は当該駅で折り返す。しかし梅花山駅には折り返し設備がないため、内昆線を走る列車は全て、その22km先の滬昆線（貴昆線）六盤水駅まで行って、折り返して運行する。そのため、実際の運行距離は915kmとなる。

## 概要
主な駅は内江駅、自貢駅、宜賓駅、塩津駅、彝良駅、昭通駅、草海駅、六盤水駅、曲靖駅、宣威駅、昆明駅。 内江～六盤水までが成都鉄路局管轄、六盤水～昆明までが昆明鉄路局管轄である。

## 歴史
- 1909年：叙昆線として測量を実施。
- 1956年：建設を開始。
- 1960年：北側部分の内江駅から安辺駅まで140kmが開通。
- 1962年：事故等により建設が中断。
- 1965年：南側部分の昆明駅から梅花山駅まで358kmが完成（貴昆線との共用区間）。
- 1998年6月：水富駅～梅花山駅間の中側部分が起工。
- 2001年9月：全線開通。

## 橋とトンネル
路線は全長872km、その内の53.9％はトンネルと橋で、山間地区では国内最大の山岳路線と言われている。特に水富駅から昭通駅の沿線は地形が険悪且つ複雑のため、橋及びトンネルが集中している。
- 黄蓮坡トンネル：全長5,306m
- 朱嘎トンネル：全長5,194m
- 黄土坡三号トンネル：全長3,005m
- 李子溝特大橋：全長1023.5m

## 接続路線
- 内江駅：成渝線
- 宜賓駅：宜珙線
- 梅花山駅：滬昆線（元貴昆線）
- 六盤水駅：滬昆線、水紅線